# سيرجيو ماركون
سيرجيو ماركون (بالإيطالية: Sergio Marcon)‏ هو لاعب كرة قدم إيطالي في مركز حراسة المرمى، ولد في 9 نوفمبر 1970 في كورمون في إيطاليا. لعب مع كييفو فيرونا ونادي أنكونا ونادي أودينيزي ونادي بياتشينزا ونادي ترنانا ونادي تيرامو ونادي سامبدوريا.

## وصلات خارجية
- سيرجيو ماركون على موقع قاعدة بيانات كرة القدم.إي يو (الإنجليزية)
- سيرجيو ماركون على موقع عالم كرة القدم.نت (الإنجليزية)